# Trichonotulus scheuermanni
Trichonotulus scheuermanni är en skalbaggsart som beskrevs av S. Endrödi 1973. Trichonotulus scheuermanni ingår i släktet Trichonotulus och familjen Aphodiidae. Inga underarter finns listade i Catalogue of Life.